# Boniowice (przystanek kolejowy)
Boniowice (ukr. Боневичі, ros. Боневичи) – przystanek kolejowy w miejscowości Boniowice, w rejonie samborskim, w obwodzie lwowskim, na Ukrainie.